# مصيدة فئران ميكي
Mickey's Mouse Trap (بالعربية: مصيدة فئران ميكي ) هو فيلم أمريكي مستقل قادم من إخراج جيمي بيلي وسيناريو كتبه سايمون فيليبس. إنه فيلم رعب أعيد تصوره لفيلم الرسوم المتحركة القصير ستيمبوت ويلي لعام 1928 من إنتاج والت ديزني وبطولة نيك بيسكوبيك، جيمس لورين، ميراي جاني، دامير كوفيتش، كالوم سيويك، أليجرا نوسيتا، جيسي ناسميث، ماكنزي ميلز، مادلين كيلمان، وبن هاريس. فيليبس باعتباره الشخصية الفخرية. إنه يتبع مجموعة من الأصدقاء المحاصرين داخل رواق ترفيهي بعد إغلاقه حيث يتم ترويعهم من قبل قاتل مقنع يرتدي زي ميكي ماوس .
كانت حقوق ميكي ماوس مملوكة لشركة والت ديزني منذ منتصف عشرينيات القرن العشرين، وبينما تحتفظ ديزني بالحقوق الحصرية لتصوير الشخصية من امتيازها الخاص ، دخلت نسخة ميكي ستيمبوت ويلي إلى الملكية العامة في 1 يناير 2024، وهو نفس الشيء يوم الإعلان عن الفيلم.  
من المقرر إصدار الفيلم في مارس 2024.